# 讷维昂迪努瓦
讷维昂迪努瓦（法語：Neuvy-en-Dunois，法語發音：[nøvi ɑ̃ dynwa]）是法国厄尔-卢瓦省的一个市镇，属于沙托丹区。

## 地理
讷维昂迪努瓦（48°12'26"N, 1°32'20"E）面积25.87 平方千米，位于法国中央-卢瓦尔河谷大区厄尔-卢瓦省，该省份为法国北部内陆省份，北起顺时针与厄尔省、伊夫林省、埃松省、卢瓦雷省、卢瓦-谢尔省、萨尔特省和奧恩省接壤。
与讷维昂迪努瓦接壤的市镇（或旧市镇、城区）包括：维拉尔、比兰维尔、桑什维尔、博斯地区埃奥勒。

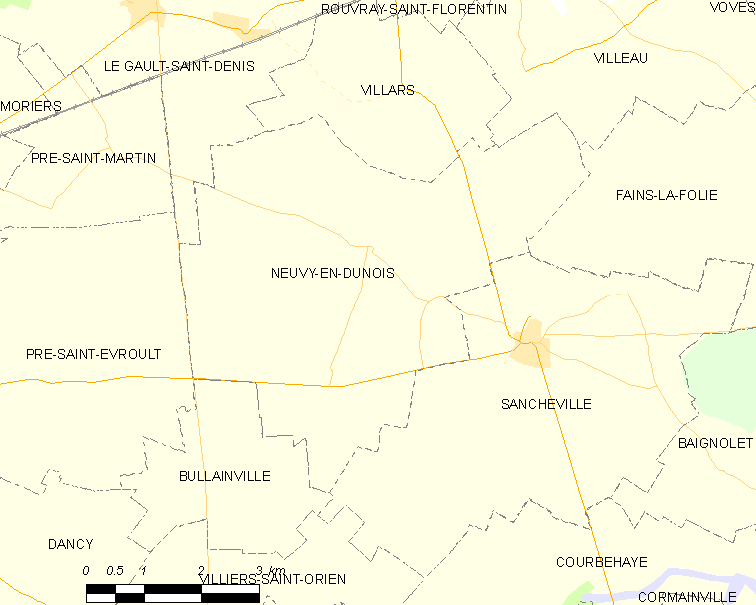
讷维昂迪努瓦的OSM定位图

讷维昂迪努瓦的时区为UTC+01:00、UTC+02:00（夏令时）。

## 行政
讷维昂迪努瓦的邮政编码为28800，INSEE市镇编码为28277。

## 政治
讷维昂迪努瓦所属的省级选区为莱维拉日沃韦安县。

## 人口

1962-2008年间讷维昂迪努瓦人口变化图示

讷维昂迪努瓦于2022年1月1日时的人口数量为305人。